# Heterophyllium microcarpum
Heterophyllium microcarpum är en bladmossart som beskrevs av Thériot 1932. Heterophyllium microcarpum ingår i släktet Heterophyllium och familjen Sematophyllaceae. Inga underarter finns listade i Catalogue of Life.